# Габрієль Гарсія Маркес
Габріє́ль Хосе́ де ла Конкордія Гарсі́я Ма́ркес (ісп. Gabriel José de la Concordia García Márquez, МФА: [ɡaˈβɾjel ɣarˈsi.a ˈmarkes]; прізвисько / псевдонім: Габо; 6 березня 1927, Аракатака, Колумбія — 17 квітня 2014, Мехіко, Мексика) — колумбійський письменник-прозаїк, журналіст, видавець і політичний діяч; лауреат Нойштадтської літературної премії 1972 року, Нобелівської премії з літератури 1982 року. Представник літературного напрямку «магічного реалізму». Його ім'я стоїть поряд з іменами Хорхе Луїса Борхеса, Маріо Варгаса Льйоси, Хуліо Кортасара як одного з найвизначніших письменників Латинської Америки ХХ століття.

## Життєпис

### Дитинство
Габрієль Гарсія Маркес народився в старовинному провінційному містечку Аракатака, провінція Магдалена, Колумбія, надалі жив у Мексиці та Європі, перед смертю — переважно у Мехіко.
Батько був телеграфістом, працював у дві зміни і вдома бував рідко й дуже рідко спілкувався та опікувався дітьми. Маму Габрієль обожнював, але у неї було крім нього ще десять дітей, і хлопчикові завжди не вистачало її уваги.
У дитинстві його виховували батьки матері. Саме вони познайомили майбутнього письменника з мовними особливостями, що в подальшому стали важливою частиною його творчості. Бабуся Транкіліна — жінка XIX століття, горда, цнотлива, заправляла усім в домі (вона стала прототипом і з'являлася у багатьох романах Маркеса в образах жінок, що стоять біля витоків роду), а дід — полковник, учасник громадянської війни 1899—1903 років (теж воскресав чи не в кожному творі онука).

### Освіта
У 1940 році, у 12-річному віці, Габрієль отримав стипендію і почав навчання в єзуїтському коледжі містечка Сіпакіра, що за 30 км на північ від Боготи.
У 1946 році він вступив у Національний університет Колумбії на юридичний факультет.

### Сім'я
Захоплення за часів юності однією дівчиною стало для Маркеса визначальним на всі роки. То була Мерседес Ракель Барча Пардо, народжена 6 листопада 1932 року в селищі Маганга, на березі річки Магдалени. Її мати була колумбійкою, з сім'ї фермерів. А в жилах батька текла змішана палестинсько-єгипетська кров. Маркес вважав, що саме від предків-єгиптян дісталася Мерседес «таємнича краса нільської змії». Дід її був родом з Олександрії, в Колумбії йому належала мережа аптек в різних містах. Сім'я часто переїжджала, але для Мечі завжди вибирали найпрестижнішу і строгу католицьку школу, де та завжди вчилася на відмінно. Вона багато читала; крім книг з біології, захоплювалася романами і поезією. У 1945 році сім'я Мерседес перебралася в Сукре, в якому тоді жили батьки Маркеса з молодшими дітьми. Деметріо Барча відкрив там аптеку, і сім'я оселилася біля центральної міської площі, неподалік від будинку сім'ї Габріеля. Водночас «Габ» тоді навчався в Сіпакірі та навідувався туди лише на різдвяні канікули. Саме під час канікул (1945—1946 роках) Габрієлю вдалося познайомитися з красивою сусідською дівчинкою на танцмайданчику, з тих пір романтичний юнак звабився-закохався в ту дівчину. Цілуючи на прощання їй руку, він сказав: «Тільки зараз я зрозумів, що всі вірші, які я написав, були присвячені Вам. Будьте моєю дружиною!»
Через 13 років після першої зустрічі Маркес одружився з Мерседес, яка у шлюбі народила синів Гонсало і Родріго.

### Останні роки та смерть письменника

Габрієль Гарсія Маркес із сином Гонсаліо (Гонзаліо) і дружиною Мерседес. 1982 рік, Париж.

На схилі літ Габрієля Маркеса почали переслідувати хвороби, давалися взнаки невтомна праця, переїзди-мандрівки та життєві звички письменника. Під час роботи Маркес нерідко викурював по три пачки цигарок на день, ймовірно, це стало причиною виникнення ракової пухлини у легенях, яку виявили у 1989 році. За прогнозами лікарів йому залишалося жити близько року, проте його прооперували у 1992 р., а після лікування і вірної турботи дружини Мерседес Маркес видужав. На першій же прес-конференції, даній після одужання, Габріель Гарсія Маркес повідомив, що більше не писатиме: «Тепер я тільки чоловік Мерседес … я належу їй повністю».
У 1999 році Маркесу поставили новий діагноз — лімфома зі злоякісним клінічним перебігом. Йому довелося перенести дві складні операції в США і Мексиці і довгий курс лікування. Відтак це призвело до чималої кількості чуток та поголосів про здоров'я відомого письменника та його смерть. Спершу це його та родину дратувало, але, з роками, він уже жартував над цими вигадками. Хоча таки останні роки давалися йому все важче та важче, оскільки до звичних болячок додалася хвороба Альцгеймера: бували дні, коли Габрієль не реагував ні на що, не впізнавав навіть синів і брата. І тільки Мерседес він впізнавав завжди.
На початку березня 2014 року, в день свого народження, Габрієль Маркес вийшов зі свого будинку для спілкування з журналістами та шанувальниками. Вони спільно відзначили його уродини, як виявилося, це була остання публічна поява письменника.
Помер Габрієль Гарсія Маркес 17 квітня 2014 на 88-му році життя у своєму будинку в Мехіко від пневмонії. Тіло Габріеля Маркеса було піддано кремації в п'ятницю 18 квітня в ході закритої церемонії за бажанням сім'ї. У зв'язку зі смертю письменника влада Колумбії оголосила в країні триденну жалобу, а президент Колумбії Хуан Мануель Сантос висловив свої співчуття в Twitter:
|  | Тисяча років самотності та смутку через смерть найвеличнішого колумбійця всіх часів, висловлюю свою солідарність та співчуття родині. Оригінальний текст (ісп.) [Mil años de soledad y tristeza por la muerte del más grande colombiano de todos los tiempos! Solidaridad y condolencias a la Gaba y familia.] Помилка: {{Lang}}: текст вже має курсивний шрифт (допомога) |

## Становлення та творчість
Перше оповідання Гарсії Маркеса було опубліковане 1947 року, але тоді автор не мислив себе професійним літератором. 1948 року внаслідок убивства лідера ліберальної партії атмосфера в столиці ускладнилася, і Гарсія Маркес переїхав у Картахену, де намагався продовжити заняття. Але адвокатська кар'єра його мало приваблювала, а невдовзі він зовсім відмовився від неї і звернувся до журналістики.
1951 року вийшла повість «Опале листя» (La hojarasca), у якій вперше з'являється містечко Макондо, що так нагадує рідну Аракатаку. Разом зі світом Макондо приходить і тема самотності, центральна для всієї творчості Гарсії Маркеса.
З 1954 року Маркес працював у газеті «Ель Еспектадор», публікуючи невеличкі статті та рецензії на фільми. Як кореспондент цієї газети він побував у Польщі, Італії, Франції, Венесуелі та США. У 1959 році в Нью-Йорку в нього народився син.
Поряд із кореспондентською діяльністю Маркес почав писати оповідання і кіносценарії. У 1961 році він опублікував повість «Полковникові ніхто не пише» (ісп. El coronel no tiene quien le escriba), у 1962 році — роман «Лиха година» (La mala hora, 1966). У 1967 році був виданий роман «Сто років самотності» (Cien años de soledad), який приніс автору світове визнання. Чилійський поет Пабло Неруда назвав цей роман найкращим іспаномовним романом з часів Дон Кіхота.
У 1982 році Маркесу було присуджено Нобелівську премію з літератури: «за романи і оповідання, в яких фантазія і реалізм, поєднані у світі уяви, що віддзеркалює життя і конфлікти цілого континенту».
У 1989 році у письменника виявили ракову пухлину в легенях, яка, ймовірно, розвинулась через його багаторічну звичку курити під час роботи. Після операції у 1992 році розвиток пухлини призупинився. Проте медичне обстеження у 1999 році виявило в нього іншу форму злоякісного новоутворення — лімфому. Його довелося двічі оперувати в США і Мексиці.
2002 року вийшла друком перша книга зі запланованої біографічної трилогії — «Жити, щоб розповісти про це», що стала бестселером в іспаномовному світі.
У серпні 2004 року Маркес продав права на екранізацію свого роману «Кохання під час холери» голлівудській кінокомпанії «Stone Village Pictures». Бюджет цієї кінострічки склав 40 млн. доларів США. Фільмування відбувалося в 2006 році в Картахені, що на карибському узбережжі Колумбії.

## Цікавинки з життя
- За часів, коли Маркес тільки починав свою кар'єру письменника, йому часто не вистачало грошей на власний кут, тому нерідко доводилося жити в будинках розпусти.
- У 2009 році уряд Мексики визнав, що мексиканська влада вела стеження за Габрієлем Маркесом з 1967 року по 1985 рік (тобто в період президентства Луїса Ечеверрії і Хосе Лопеса Портільо) через його прихильне ставлення та зв'язки з комуністичними режимами і лідерами.
- IV Міжнародний конгрес іспанської мови визнав «Сто років самотності» другим за важливістю твором іспанською мовою після «Дон Кіхота» Сервантеса. На сьогодні у світі продано більше 30 мільйонів екземплярів цього роману, його перекладено 35 мовами світу.
- За місяць до офіційної презентації останньої книги Маркеса «Згадуючи моїх сумних повій» у 2004 році книжкові «пірати» викрали рукопис і почали продавати книгу. У відповідь на це письменник змінив фінал повісті, після чого мільйонний тираж розійшовся в рекордно короткий термін. Піратські екземпляри, більшість із яких конфіскувала поліція, стали предметом полювання колекціонерів.

## Творчий набуток

### Романи
- 1962 — «Лихі часи» (La mala hora);
- 1967 — «Сто років самотності[23]» (Cien años de soledad);
- 1975 — «Осінь патріарха» (El otoño del patriarca);
- 1985 — «Кохання під час холери» (El amor en los tiempos de cólera);
- 1989 — «Генерал у своєму лабіринті» (El general en su laberinto);
- 2024 — Зустрінемось у серпні (En agosto nos vemo);

### Повісті
- 1955 — «Опале листя» (La hojarasca);
- 1957 — Полковникові ніхто не пише (El coronel no tiene quien le escriba);
- 1970 — «Розповідь непотопельника у відкритому морі» (Relato de un náufrago);
- 1972 — «Неймовірна і сумна історія про простодушної Ерендіри та її жорстокосердної бабці» (La increíble y triste historia de la cándida Eréndira y de su abuela desalmada);
- 1981 — «Історія однієї смерті, про яку знали заздалегідь» (Cronica de una muerte anunciada);
- 1994 — «Про кохання та інших бісів» (Diatriba de amor contra un hombre sentado);
- 2004 — «Згадуючи моїх нещасних курвів» (Memoria de mis putas tristes).

### Оповідання
- 1947 — Третя смиренність — (La tercera resignación);
- 1948 — Інший бік смерті — (La otra costilla de la muerte);
- 1948 — Єва всередині свого кота — (Eva está dentro de su gato);
- 1948 — Тувалкаін кує зірку — (Tubal-Caín forja una estrella);
- 1949 — Прикрість для трьох сомнамбул — (Amargura para tres sonámbulos);
- 1949 — Діалог із дзеркалом — (Diálogo del espejo);
- 1950 — Очі блакитного собаки — (Ojos de perro azul);
- 1950 — Жінка, яка приходила о шостій — (La mujer que llegaba a las seis[24]);
- 1950 — Про те, як Натанаель наносить візити — (De cómo Natanael hace una visita);
- 1951 — Набо, негр, який змусив чекати ангелів — (Nabo, el negro que hizo esperar a los ángeles);
- 1951 — Опале листя — (La hojarasca);
- 1952 — Хтось розкидає ці троянди — (Alguien desordena estas rosas);
- 1953 — Ніч куликів — (La noche de los alcaravanes);
- 1954 — Чоловік, який приходить під час дощу — (Un hombre viene bajo la lluvia);
- 1955 — Монолог Ісабель під час дощу в Макондо — (Monólogo de Isabel viendo llover en Macondo);
- 1955  — День після суботи — (Un día despues del sábado);
- 1961 — Море втраченого часу — (El mar del tiempo perdido);
- 1962 — Сієста у вівторок — (La siesta del martes);
- 1962 — Один із цих днів — (Un día de éstos);
- 1962 — У цьому місті немає злодіїв — (En este pueblo no hay ladrones);
- 1962 — Незабутній день Бальтасара — (La prodigiosa tarde de Baltazar);
- 1962 — Вдова Монтьєль — (La viuda de Montiel[25]);
- 1962 — Штучні троянди — (Rosas artificiales);
- 1962 — Похорони Великої Мами — (Los funerales de la Mamá Grande);
- 1968 — Стариган із крилами — (Un señor muy viejo con unas alas enormes);
- 1968 — Світло як вода — (La luz es como el agua);
- 1968 — Найкрасивіший потопельник у світі — (El ahogado más hermoso del mundo);
- 1968 — Остання подорож корабля-привида — (El último viaje del buque fantasma);
- 1968 — Блакаман, добрий продавець див — (Blacamán el bueno vendedor de milagros);
- 1970 — За коханням неминучість смерті — (Muerte constante más allá del amor);
- 1972 — Неймовірна сумна історія про простодушну Ерендіру і її безсердечну бабусю — (La increíble y triste historia de la cándida Eréndira y de su abuela desalmada);
- 1976 — Щасливе літо сеньйори Форбес — (El verano feliz de la señora Forbes);
- 1976 — Сліди твоєї крові на снігу — (El rastro de tu sangre en la nieve);
- 1978 — «Я прийшла тільки зателефонувати» — («Solo vine a hablar por teléfono»);
- 1978 — Світло - все одно що вода — (La luz es como el agua);
- 1979 — Марія дус Празеріш — (María dos Prazeres);
- 1979 — Щасливої дороги, пане президенте! — (Bon Voyage, Mr President);
- 1980 — «Я наймаюсь бачити сни» — (Me alquilo para soñar);
- 1980 — Серпневі страхи — (Espantos de agosto);
- 1980 — Сімнадцять отруєних англійців — (Diecisiete ingleses envenenados);
- 1981 — Свята — (La Santa);
- 1982 — Літак сплячої красуні — (El avión de la bella durmiente);
- 1982 — Трамонтана — (Tramontana);
- Коло читання і впливу;
- Летисія Насарено;
- Розповіді уявного мандрівника;
- 1992 — Дванадцять дорожніх історій — (Doce cuentos peregrinos)

### Короткі оповідання
- 1950 - «Повернення Меме» (El regreso de Meme — начерк до роману «Сто років самотності»);
- 1950 - «Будинок Буендіа» (La casa de los Buendía — начерк до роману «Сто років самотності»);
- 1950 - «Дочка Полковника» (La hija del coronel — начерк до роману «Сто років самотності»);
- 1950 - «Син Полковника» (El hijo del coronel — начерк до роману «Сто років самотності»);
- 1996 - «Карібе Меджіко» (Caribe Mágico);
- 1999 - Зустрінемось у серпні (En agosto nos vemos — уривок ненаписаного роману);
- «Божевільні поминки»
- «Сумна оповідка»
- «Двадцять чотири!»
- «Для першого розділу»
- «Історія про двох дурненьких закоханих, які прочитали вірші Бернардес»
- «Малюнок»
- «Октавіо»
- «Привиди їздять на велосипеді»
- «Суперечливі думки з приводу однієї негарної жінки»
- «Рояль»
- «Найкоротша казка»
- «Той, хто утримує власну крамницю»
- «Крапка. З нового рядка»
- «Людина з парасолькою»
- «Людина, яка заспівала у ванні»
- «Людина, яка не сміється»

### Романи, збірки, статті
- 1955: Сухе листя / La hojarasca
- 1961: Полковникові ніхто не пише / El coronel no tiene quien le escriba
- 1962: Недобрий час / La mala hora
- 1962: Похорони Великої Мами / Los funerales de la Mamá Grande
- 1967: Сто років самотності / Cien años de soledad
- 1968: Монолог Ісабель під час дощу в Макондо / Monólogo de Isabel viendo llover en Macondo
- 1970: Оповідь непотопельника / Relato de un náufrago
- 1973: Очі блакитного пса / Ojos de perro azul
- 1973: Коли я був щасливий і дурний / Cuando era feliz e indocumentado
- 1974: Чилі, переворот і грінго / Chile, el golpe y los gringos
- 1975: Осінь патріарха / El otoño del patriarca
- 1947—1972, 1976: Усі оповідання / Todos los cuentos
- 1978: Подорож соціалістичними країнами / De viaje por los países socialistas
- 1948—1952: Журналістика 1: Берегові тексти / Obra periodística 1: Textos costeños
- 1954—1955: Журналістика 2: Серед франтів / Obra periodística 2: Entre cachacos
- 1955—1960: Журналістика 3: З Європи і Америки / Obra periodística 3: De Europa y América
- 1974—1995: Журналістика 4: Задарма / Obra periodística 4: Por la libre
- 1980—1984: Журналістика 5: Прес-релізи / Obra periodística 5: Notas de prensa
- 1981: Хроніка смерті, про яку всі знали заздалегідь / Crónica de una muerte anunciada
- 1982: Хай живе Сандіно / Viva Sandino
- 1982: Викрадення / El secuestro
- 1982: Запах гуаяви / El olor de la guayaba
- 1983: Штурм / El asalto: el operativo con el que el FSLN se lanzó al mundo
- 1983: Ередіра / Eréndira
- 1985: Кохання під час холери / El amor en los tiempos del cólera
- 1986: Таємна пригода Мігеля Літтіна у Чилі / La aventura de Miguel Littín clandestino en Chile
- 1989: Генерал у своєму лабіринті / El general en su laberinto
- 1992: Дванадцять дорожніх оповідань / Doce cuentos peregrinos
- 1994: Про кохання та інших демонів / Del amor y otros demonios
- 1996: Новина про викрадення / Noticia de un secuestro
- 2002: Жити, щоб розповісти про це / Vivir para contarla
- 2004: Записник з моїми сумними курвами / Memoria de mis putas tristes
- 2010: Я тут не для того, щоб робити промови / Yo no vengo a decir un discurso

### Збірки та видання
- 1962 — «Похорони Великої Мами» (Los funerales de la Mamá Grande);
- 1972 — «Очі блакитного собаки» (Ojos de perro azul);
- 1972 — «Неймовірна сумна історія про простодушну Ерендіру та її безсердечну бабусю» (La increíble y triste historia de la);
- 1992 — «Дванадцять мандрівних оповідок» (Doce cuentos peregrinos — Дванадцять оповідок-мандрівок);
- 2010 — «Я тут не для того, щоби говорити промови» (Yo no vengo a decir un discurso — збірка публічних виступів).

### П'єси
- 1994 — «Кохання й інші демони» (Diatriba de amor contra un hombre sentado);

### Публіцистика
- 1986 — «Небезпечні пригоди Мігеля Літтина в Чилі» (La aventura de Miguel Littín, clandestino en Chile);
- 1996 — «Новина про викрадення» (Noticia de un secuestro);
- 2002 — «Жити, щоби розказати про життя» (Vivir Para Contarla — мемуари);

### Кіносценарії
- 1966 — «Juego Peligroso»;
- 1982 — «El olor de la guayaba»;
- 1982 — «El Rastro de tu Sangre en la Nieve: El Verano Feliz de la Señora Forbes»;
- 1982 — «El secuestro»;
- 1983 — «Erendira»;
- 1983 — «María de mi Corazón»;
- 1985 — «Tiempo de Morir» (Співавтор: Карлос Фуэнтес);
- 1987 — «Diatriba de Amor para un Hombre Sentado»;
- 1988 — «Fábula de la Bella Palomera»;
- 1988 — «Un señor muy viejo con unas alas enormes»;
- 1989 — «Cartas del parque»;
- 1989 — «Milagro en Roma»;
- 1996 — «Oedipo alcalde»;
- 1997 — «Como se cuenta un cuento».

### Екранізації
- 1979 — «Вдова Монтьєль» (La Viuda de Montiel);
- 1984 — «Прощавай, ковчег» (Saraba hakobune);
- 1987 — «Хроніка оголошеної смерті» (Cronaca di una morte annunciata);
- 1988 — «Дуже старий чоловік з величезними крилами» (Un señor muy viejo con unas alas enormes);
- 1989 — «Літо міс Форбс» (El verano de la señora Forbes);
- 1989 — «Весела неділя» (Un domingo feliz);
- 1990 — «Дуже старий чоловік з величезними крилами»
- 1992 — «Тільки смерть приходить обов'язково» (Mkholod sikvdili modis autsileblad);
- 1999 — «Полковнику ніхто не пише» (El coronel no tiene quien le escriba);
- 2006 — «Недобра година» (O Veneno da Madrugada);
- 2007 — «Кохання під час холери» (Love in the Time of Cholera);
- 2009 — «Кохання й інші демони» (Del amor y otros demonios);
- 2011 — «Згадуючи моїх сумних повій» (Memoria de mis putas tristes);

## Переклади творів українською
- Габріель Гарсіа Маркес. Полковникові ніхто не пише./ Пер. з ісп. Женев'єва Конєва, Лев Олевський. // Журнал «Всесвіт», №3, 1972.
  - Габріель Гарсіа Маркес. Полковникові ніхто не пише / Пер. з ісп. Ж. Конєвої та Л. Олевського // Латиноамериканська повість. — К.: Дніпро, 1978.
  - Габріель Гарсіа Маркес. Полковникові ніхто не пише./ Пер. з ісп. Лев ОЛЕВСЬКИЙ, Женев'єва КОНЄВА. — К.: Видавничий дім «Всесвіт», 2004. — С. 395—446. //Габріель Гарсіа Маркес. Сто років самотності: Роман. Повісті. Оповідання.nbsp;— К.: Видавничий дім «Всесвіт», 2004. — 616 с.
- Габріель Гарсіа Маркес. Осінь патріарха. / Переклали з іспанської Світлана Жолоб та Сергій Борщевський // Всесвіт, № 1-3, 1978.
- Ґабріель Ґарсіа Маркес. Сто років самотності: Роман. Повісті. Оповідання./ Пер. з ісп. Галина Вінграновська, Маргарита Жердинівська, Женев'єва Конєва, Лев Олевський, Петро Соколовський, Дмитро Стельмах, Віктор Шовкун.nbsp;— К.: Видавничий дім «Всесвіт», 2004. — 616 с. (Роман «Сто років самотності»; повісті «Полковникові ніхто не пише», «Хроніка вбивства, про яке всі знали заздалегідь»; оповідання «Чудесна клітка Балтасара», «Злодіїв у селі нема», «Вдова Монтіеля», «Один звичайний день», «Стариган із крилами», «Жінка, яка прихоила о шостій», «Щасливої дороги, сеньйоре президенте»).
  - Ґабріель Ґарсія Маркес. Сто років самотності. / Пер. П. Соколовський. — Харків: Фоліо, 2015. — 480 с., ISBN 9789660371811
  - Ґабріель Ґарсія Маркес. Сто років самотності. / Пер. О. Буценко. — Харків: Фоліо, 2022. — 416 с., ISBN 978-617-551-018-6
- Ґабріель Ґарсіа Маркес. Записник з моїми сумними курвами./ Переклад Галини Грабовської // Журнал «Всесвіт», № 11-12 2005 [Архівовано 11 вересня 2011 у Wayback Machine.]
- Ґабріель Ґарсія Маркес. Літак сплячої красуні. Я наймаюся бачити сни. — «Всесвіт» № 9-10, 2007 [Архівовано 12 серпня 2017 у Wayback Machine.]. Переклад Галини Грабовської
- Габріель Гарсіа Маркес. Стариган із крилами. / Переклад Маргарити Жердинівської [Архівовано 20 лютого 2020 у Wayback Machine.]. — Журнал «Всесвіт» №2, 1976.
  - Габріель Гарсіа Маркес. Стариган із крилами. / Переклад Маргарити Жердинівської. — К.: Видавничий дім «Всесвіт», 2004. — С. 566—571. //Габріель Гарсіа Маркес. Сто років самотності: Роман. Повісті. Оповідання.nbsp;— К.: Видавничий дім «Всесвіт», 2004. — 616 с.
- Це стосується усіх нас [про Чилі] // «Всесвіт» (Київ). — 1975. — № 9.— Стор. 212—216.
- Ґабріель Ґарсія Маркес. Генерал у своєму лабіринті. — Харків: Фоліо, 2023. — 318 с.
- Скандал сторіччя. Тексти для газет і журналів (1950—1984). — К.: Видавництво Анетти Антоненко, 2019. — 356 с. ISBN 9786177654208./ Переклад Галини Грабовської
- Прощавайте, Ґабо і Мерседес. Ґабріель Ґарсія Маркес і Мерседес Барча. Історія кохання у спогадах їхнього сина. — Лабораторія, 2023. — 176 с. — ISBN 978-617-8206-10-9[26].

Прим.: * перша публікація, ** перевидання

### Нагороди та відзнаки
- 1971 — Почесний доктор Колумбійського університету в Нью-Йорку;
- 1972 — Премія Ромуло Гальєгоса;
- 1979 — Премія Jorge Dimitrov por la Paz;
- 1982 — Орден Почесного легіону Франції;
- 1982 — Нобелівська премія з літератури;
- 1982 — Орден Ацтекського орла;
- 1993 — Почесний доктор Інституту Каро і Куерво (колумбійський центр наукових досліджень літератури, філології та лінгвістики іспанської мови та інших мов Колумбії);